# Luz de Tavira
Luz de Tavira é uma vila portuguesa que foi sede da extinta Freguesia de Luz de Tavira do Município de Tavira, freguesia que tinha 31,53 km² de área e 3 355 habitantes (2011), e, por isso, uma densidade populacional de 106,4 hab/km². 
A Freguesia de Luz de Tavira foi extinta, com a reorganização administrativa de 2012, tendo sido agregada à freguesia de Santo Estêvão para criar a nova União das Freguesias de Luz de Tavira e Santo Estêvão.
A povoação de Luz de Tavira foi elevada à categoria de vila em 12 de Julho de 2001, tendo a sua designação sido alterada de Luz para Luz de Tavira.
Os principais sítios desta antiga freguesia são Igreja (ou Aldeia), Amaro Gonçalves, Arroio, Arroteia, Belmonte, Brejo, Campina, Luz, Maragota, Murteira, Palmeira, Pereirinhas, Pinheiro e Torre de Aires.

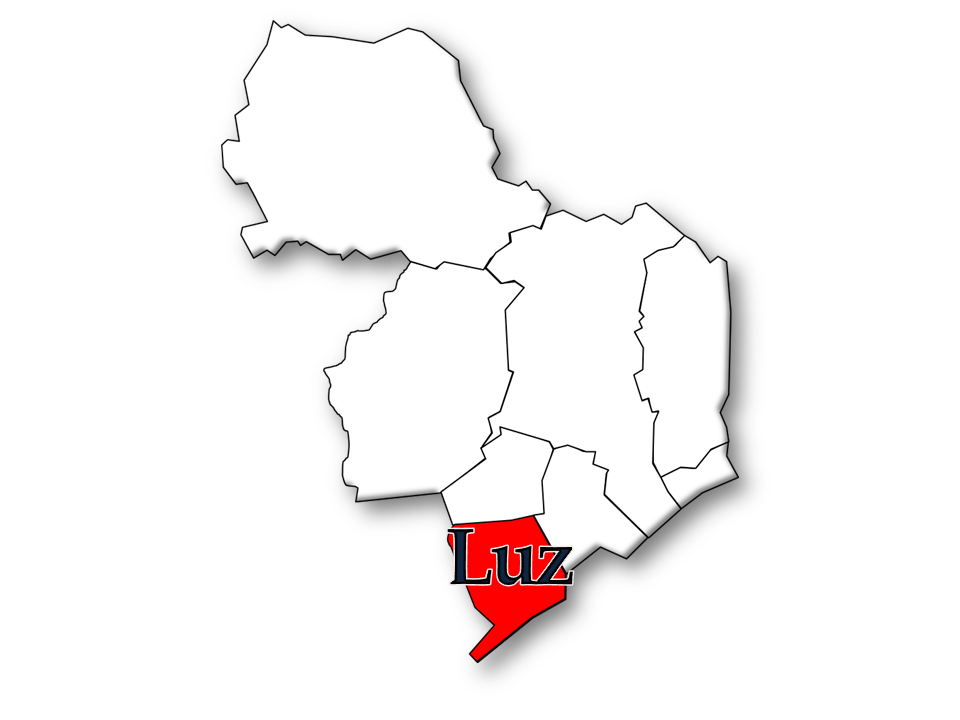
Localização da antiga freguesia da Luz de Tavira no Município de Tavira

## População

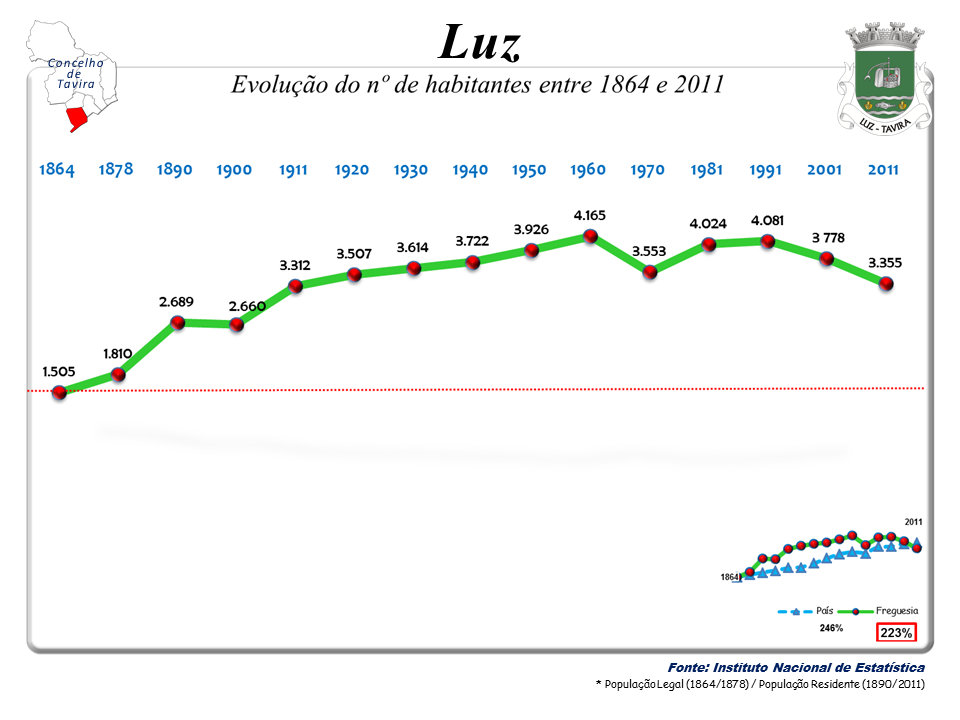
Evolução da População 1864 / 2011

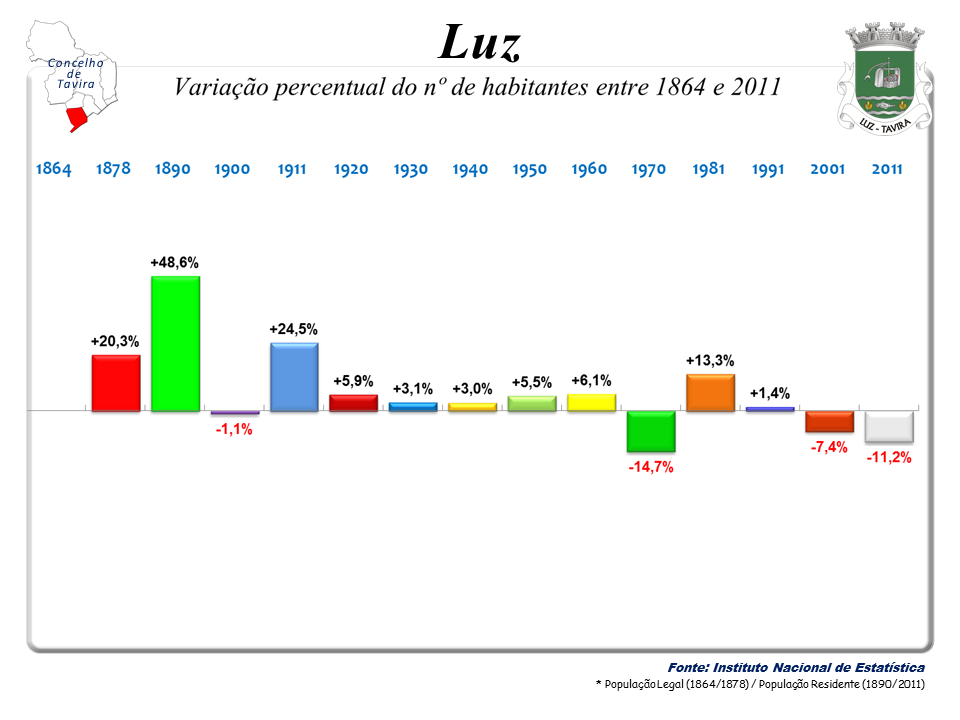
Variação da População 1864 / 2011

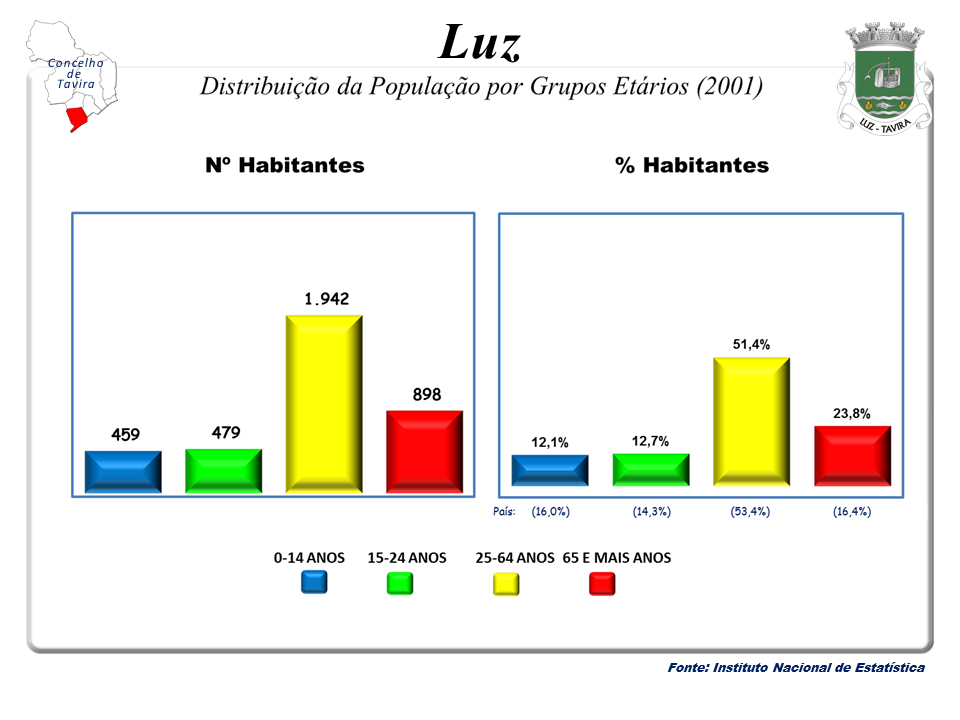
A População em 2001

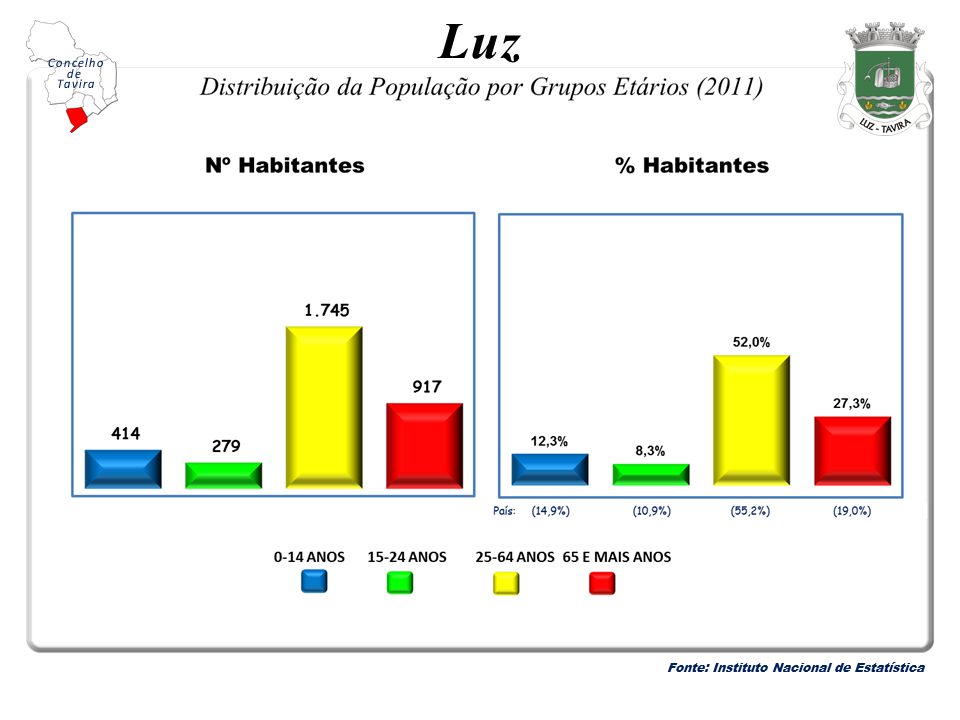
A População em 2011

| População da freguesia de Luz | População da freguesia de Luz | População da freguesia de Luz | População da freguesia de Luz | População da freguesia de Luz | População da freguesia de Luz | População da freguesia de Luz | População da freguesia de Luz | População da freguesia de Luz | População da freguesia de Luz | População da freguesia de Luz | População da freguesia de Luz | População da freguesia de Luz | População da freguesia de Luz | População da freguesia de Luz |
| ----------------------------- | ----------------------------- | ----------------------------- | ----------------------------- | ----------------------------- | ----------------------------- | ----------------------------- | ----------------------------- | ----------------------------- | ----------------------------- | ----------------------------- | ----------------------------- | ----------------------------- | ----------------------------- | ----------------------------- |
| 1864                          | 1878                          | 1890                          | 1900                          | 1911                          | 1920                          | 1930                          | 1940                          | 1950                          | 1960                          | 1970                          | 1981                          | 1991                          | 2001                          | 2011                          |
| 1 505                         | 1 810                         | 2 689                         | 2 660                         | 3 312                         | 3 507                         | 3 614                         | 3 722                         | 3 926                         | 4 165                         | 3 553                         | 4 024                         | 4 081                         | 3 778                         | 3 355                         |

; 
;               
;

## Património
- Conjunto da Igreja Matriz de Nossa Senhora da Luz de Tavira e Rossio da Luz de Tavira
- Estação arqueológica romana da Luz de Tavira ou Cidade romana de Balsa
- Ermida de Nossa Senhora do Livramento
- Torre de Aires